# 和歌浦漁港
和歌浦漁港（わかうらぎょこう）は、和歌山県和歌山市にある第3種漁港。

## 概要
- 管理者：和歌山県
- 漁業協同組合：和歌浦
- 漁港番号：3330010

## 沿革
- 1951年（昭和26年）8月21日 - 第3種漁港に指定される。

## 主な魚種
- ヒラメ
- ハマチ
- シラス

## 主な漁業
- 曳縄
- 刺網
- まき網
- 一本釣
- 養殖